# Реверсивний широтно імпульсний перетворювач
Реверсивний широтно-імпульсний перетворювач — електронний пристрій, що дозволяє керувати полярністю напруги на навантаженні.

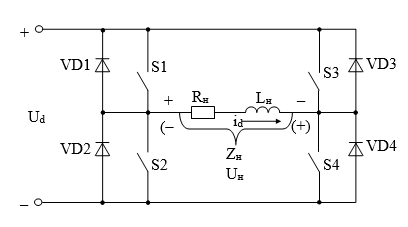
Рис.1 Схема реверсивного ШІП

Часто при регулюванні постійної напруги виникає необхідність отримати на навантаженні регульовану напругу різної полярності. Так, в електроприводі, для регулювання швидкості обертання двигуна постійного струму та зміни напрямку обертання треба забезпечувати на навантаженні регульовану напругу будь-якої полярності. Таку напругу отримують при живленні навантаження від двох паралельно працюючих імпульсних регуляторів, кожен з яких забезпечує свою полярність вихідної напруги. Кожен регулятор повинен мати свою систему управління, а в момент зміни полярності вихідної напруги, слід забезпечувати їхню узгоджену роботу. З цією метою використовують реверсивні регулятори, які будують за мостовою схемою, в діагональ якої включають навантаження {\displaystyle Z_{H}}.Можливі два алгоритму управління силовими ключами регулятора S1-S4. 
- почергова робота пар ключів S1, S4 і S2, S3. На діаграмі наведено алгоритм роботи ключів, а також часові діаграми роботи схеми. В інтервалі часу {\displaystyle {\tau _{1}}} включення ключів S1 і S4, а в інтервалі {\displaystyle {\tau _{2}}}  - ключі S2 і S3. Вихідна напруга перетворювача {\displaystyle U_{H}} має форму двополярного прямокутних імпульсів, амплітуда яких дорівнює напрузі джерела живлення {\displaystyle U_{d}}. Середнє значення напруги на навантаженні: {\displaystyle \ U_{H}={\frac {U_{d}}{T}}({\tau _{1}}-{\tau _{2}})}

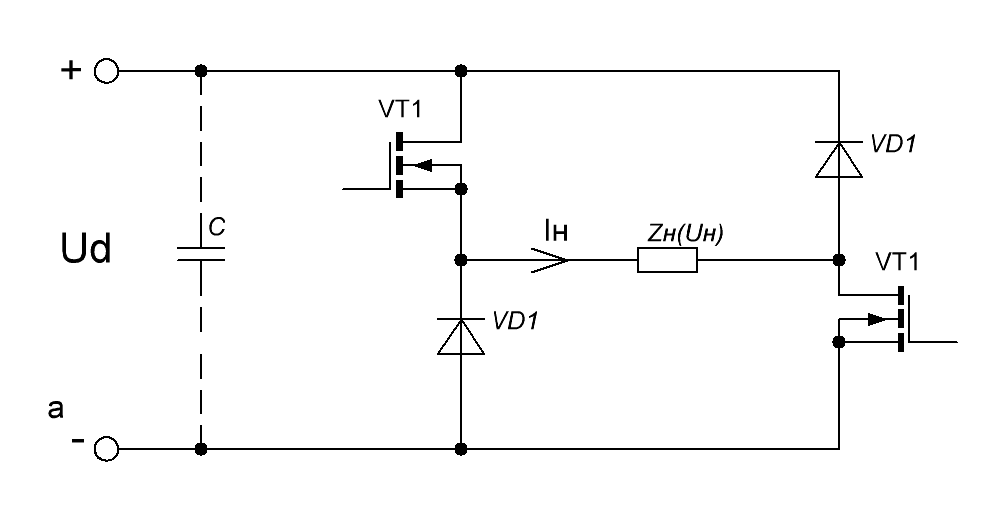
Рис.2 Спрощена схема перетворювача

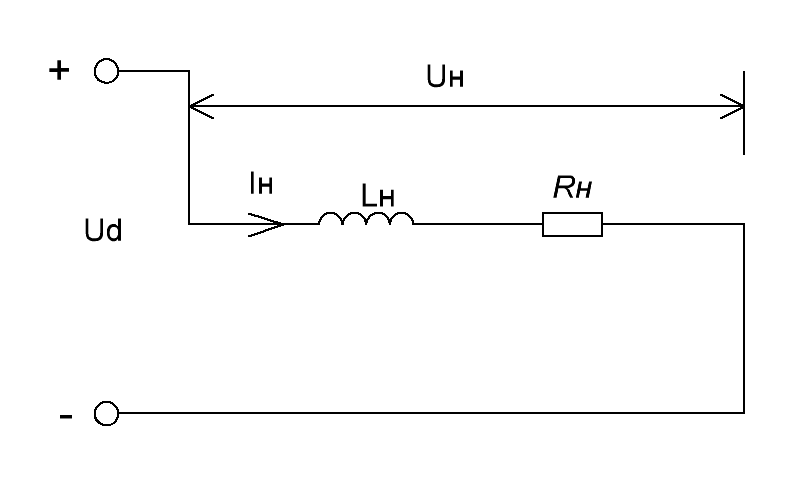
Рис.3а Контур протікання струму при замкнутих транзисторах

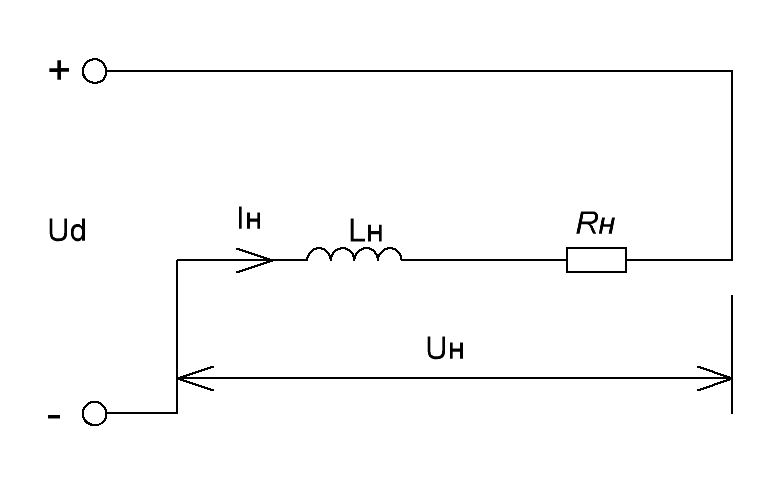
Рис.3б Контур протікання струму при замкнутих діодах

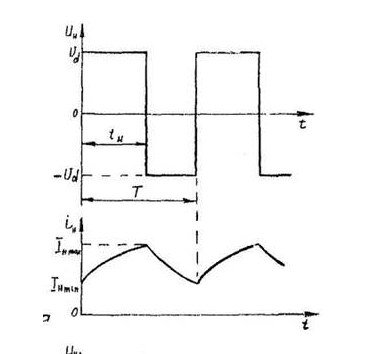
Рис.4а Часова діаграма процесів в схемі при безперервному струмі навантаження

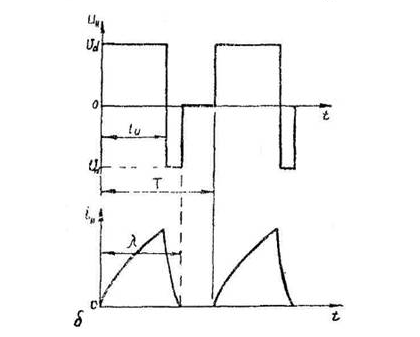
Рис.4б Часова діаграма процесів в схемі при преривчастому струмі навантаження

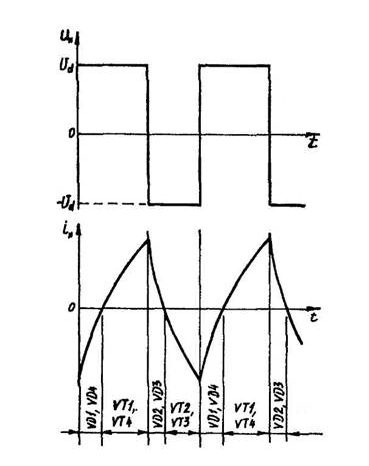
Рис.5 Часові діаграми процесів в схемі реверсивного перетворювача

- незалежна робота пар ключів S1, S4 і S2, S3. Для отримання на навантаженні напруги позитивної полярності {\displaystyle U_{H}>0} використовують ключі S1, S4. Причому один з ключів, наприклад S4 весь час включений, а інший - S1 на кожному періоді Т включається на інтервалі часу {\displaystyle {\tau _{1}}}. В інтервалі часу t0...t1 включені ключі S1, S4. Струм навантаження {\displaystyle I_{H}}  замикається по ланцюгу (+ Ud)-S1-Rн-Lн-S4-(-Ud). Індуктивність {\displaystyle L_{H}}  накопичує енергію. В інтервалі часу t1 ... t2 ключ S1 вимикається, а ключ S4 працює. Струм навантаження {\displaystyle I_{H}} продовжує протікати в тому самому напрямку замикаючись по ланцюгу Zн-S4-VD2-Zн. При цьому навантаження {\displaystyle Z_{H}} шунтируется ключем S4 і діодом VD2. Отже, напруга на навантаженні {\displaystyle U_{H}=0} . При цьому енергія, яка була накопичена в індуктивності {\displaystyle L_{H}} не повертається джерело живлення {\displaystyle U_{d}}, а витрачається в активному опорі навантаження {\displaystyle R_{H}}.

Середнє значення напруги на навантаженні: {\displaystyle \ U_{H}={\frac {\tau _{1}}{T}}U_{d}}

## Принцип роботи
Найбільш поширеною є схема, побудована на основі понижуючого перетворювача. Для пояснення її роботи спочатку розглянемо модифікацію схеми понижуючого перетворювача, показану на спрощеній схемі перетворювача. При включенні транзисторів утворюється такий самий контур (рис.3а), як в зменшуючому перетворювачі, і на ділянці {\displaystyle 0<t<{\gamma }T} струм зростає. При виключенні обох транзисторів за рахунок ЕРС дроселя включаються діоди і утворюється контур протікання струму при замкнутих діодах (рис.3б), в який, на відміну від контуру з діодом понижуючого перетворювача, входить джерело {\displaystyle U_{d}}, підключене до навантаження з протилежного полярністю. В результаті на ділянці {\displaystyle {\gamma }T<t<T} напруга на навантаженні негативна, а струм зменшується швидше. Джерело напруги допускає протікання зворотного струму через нього, зазвичай це здійснюється включенням конденсатора С, паралельно до джерела напруги, як показано пунктиром на рис.2.
Якщо до моменту чергового включення транзисторів струм не встигає зменшуватися до нуля, то він має безперервний характер, як показано на часовій діаграмі процесів в схемі при безперервному струмі навантаження (рис.4а). Такий режим називається безперервним, в цьому режимі включені або транзистори, або діоди. Якщо струм зменшиться до нуля раніше моменту включення транзисторів, то відбувається вимикання діодів і в кривих струму і напруги з'являється ділянка з нульовим значенням (рис. 4б), де всі вентилі вимкнені. Такий режим називається преривчастим.
Вихідна напруга в цій схемі може набувати негативних значень, тому дану схему можна використовувати як реверсивний перетворювач. Об'єднуючи дві подібні схеми, отримаємо реверсивний перетворювач, показаний на (рис.1), діаграма його роботи наведена на (рис.5), де елементи схеми, що проводять струм на кожному інтервалі часу відзначені їх позиційними позначеннями. Діаграма відповідає випадку симетричного управління, коли на обидва діагональних транзисторах подаються однакові сигнали. Застосовуючи несиметричне рівняння, наприклад, залишаючи закритими транзистори VT3 і VT4 і відкритим транзистор VT2, можна отримати однополярну напругу.

## Керування навантаженням в режимі ШІМ

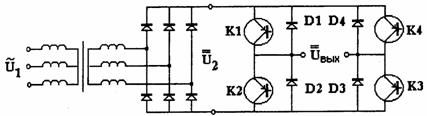
Рис.6 Реверсивний широтно-імпульсний перетворювач

Для керування двигунами широко використовуються широтно-імпульсні транзисторні перетворювачі різного типу, наприклад, реверсивний широтно-імпульсний перетворювач представлений на рис.6. З появою напівпровідникових приладів нового покоління (MOSFET, IGBT), транзисторні перетворювачі почали застосовувати в електроприводах потужністю від десятих Вт до сотень кВт, з пропускною здатністю більше 100 Гц та діапазоном регулювання швидкості до 100000.
Транзистори в перетворювачах працюють в ключовому режимі з метою максимального використання допустимої потужності вентиля. Живлення перетворювача часто здійснюється від некерованого випрямляча, на виході якого встановлюється фільтр (в найпростішому випадку - конденсатор). При некерованому випрямлячі рекуперація енергії в мережу змінного струму неможлива. При наявності фільтра можлива часткова рекуперація енергії в конденсатор фільтра.
Можливі два варіанти управління транзисторним мостом: симетричне і несиметричне. У першому випадку до навантаження прикладається різнополярна напруга, в другому - знакопостійна.

### Несиметричне керування
При несиметричному керуванні в режимі живлення навантаження відкриті два транзисторних ключі - К1-К3. Під дією напруги мережі по навантаженню протікає струм по ланцюгу: джерело - К1 - навантаження - К3 - джерело. Після закінчення часу управління один з транзисторів закривається - К3. Струм в індуктивному навантаженні миттєво стати рівним нулю не може і під дією ЕРС самоіндукції продовжує протікати в тому ж напрямі, замикаючись по ланцюгу: навантаження - D4 - К1 - навантаження. Цей струм згасає в міру витрати запасу електромагнітної енергії в індуктивних елементах ланцюга. Струм може знизитися до нуля. Після закінчення часу циклу при закритому К4 і відкритому К1 знову відкривається транзистор К3 і навантаження підключається до джерела живлення. Середнє значення вихідної напруги {\displaystyle U_{\text{cp}}={\gamma }U_{max}} . Крива вихідної напруги транзисторного перетворювача, що працює в несиметричному режимі, представлені на рис. 7. Значення коефіцієнта заповнення імпульсу (скважності) {\displaystyle \gamma \ ={\frac {\tau }{T}}} .

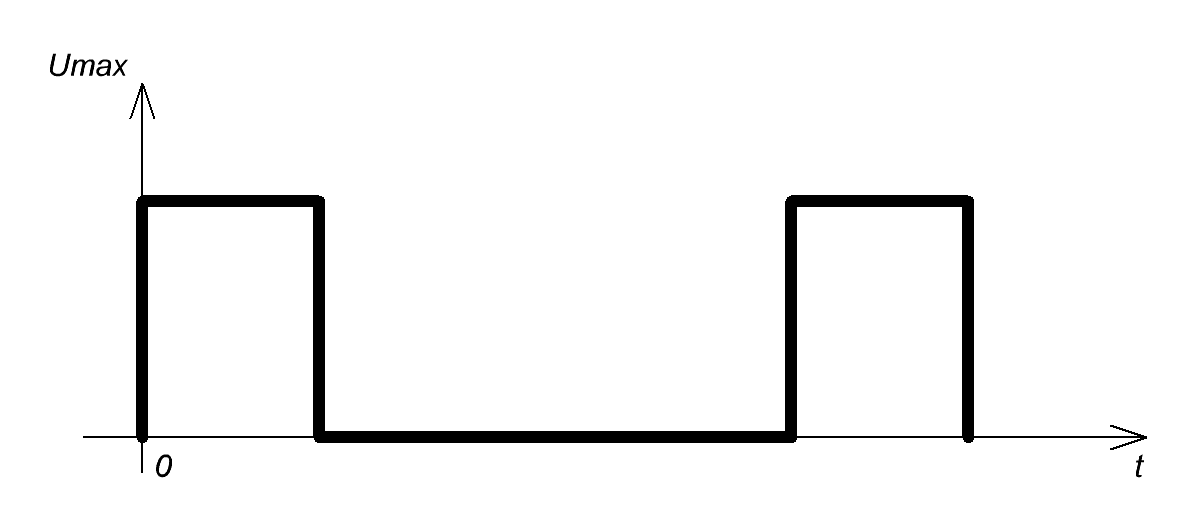
Рис.7 Вихідна напруга транзисторного перетворювача, що працює в несиметричному режимі

### Симетричне керування
При симетричному керуванні транзистори плечей К1-К3 і К2-К4 перемикаються одночасно і попарно. Недоліком ШІП з симетричним управлінням є зміна знака напруги на навантаженні і підвищення пульсації струму в вихідному ланцюзі. При одночасному перемиканні транзисторів в одному боці моста (K1, К2 або К3, К4) виникає небезпека наскрізних коротких замикань джерела живлення протягом інтервалів розсмоктування неосновних носіїв в базових областях напівпровідникових приладів. Для запобігання коротких замикань включення транзисторів плечей моста має здійснюватися з деяким запізненням. Наприклад, після закриття транзисторів К1-КЗ струм навантаження під дією ЕРС самоіндукції замикається по колу: навантаження - D4 - джерело енергії - D2 - навантаження. А після закриття транзисторів К2-К4 струм якоря замикається по колу: навантаження - D1 - джерело енергії - DЗ - навантаження.
Середнє значення напруги на виході перетворювача {\displaystyle U_{\text{ср}}=(2{\gamma }-1)U_{max}}  . Очевидно, що при {\displaystyle {\gamma }=0,5} середнє значення напруги {\displaystyle U_{\text{ср}}=0}. При {\displaystyle {\gamma }<0,5} вихідна напруга змінює знак. Крива вихідної напруги транзисторного перетворювача, що працює в несиметричному режимі, представлена на рис.8.

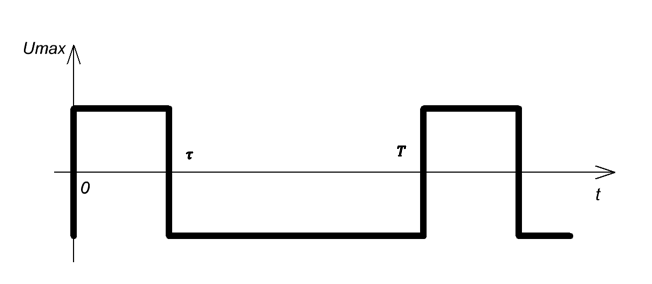
Рис.8 Вихідна напруга транзисторного перетворювача, що працює в симетричному режимі

Для обміну енергією між джерелом і приймачем джерело живлення повинен мати двосторонню провідність. У разі живлення ШІП від випрямляча, якщо можливий перехід машини постійного струму в генераторний режим, вихідний каскад повинен бути доповнений схемою повернення енергії, в найпростішому випадку на виході випрямляча ставиться конденсатор. Зміна середнього значення вихідної напруги перетворювача здійснюється зміною відношення часу відкриття транзисторів до часу циклу  {\displaystyle \gamma \ ={\frac {\tau }{T}}} . Зміна  {\displaystyle {\gamma }} може виконуватися різними способами:
- зміною часу управління при сталості тривалості циклу - широтно-імпульсне управління;
- зміною тривалості циклу при постійному часі управління - частотно-імпульсне управління.

Найбільшого поширення набув перший спосіб при плавній зміні γ від нуля до одиниці.

## Передавальна функція транзисторного перетворювача
У загальному випадку передавальна функція перетворювача може бути описана рівнянням:
{\displaystyle \ W(s)={\frac {U_{\text{тп}}(s)}{U_{y}(s)}}=k_{\text{тп}}{\frac {e^{-s\tau _{0}}}{T_{\text{тп}}s+1}}}
де:
{\displaystyle U_{\text{тп}}(s)} - зображення вихідної напруги перетворювача;
{\displaystyle U_{y}(s)} - зображення напруги управління транзисторами;
{\displaystyle K_{\text{тп}}}  - коефіцієнт передачі (підсилення) перетворювача;
{\displaystyle T_{\text{тп}}}  - електромагнітна стала часу силового ланцюга перетворювача;
{\displaystyle \tau _{0}} - час затримки, залежить від моменту та напрямку зміни керуючого сигналу.
Застосування транзисторних випрямлячів як перетворювачів постійного струму має ряд особливостей, які впливають на механічні і регулювальні характеристики електроприводів постійного струму:
- дискретність регулювання;
- вплив параметрів перетворювача на статичні характеристики електродвигуна;
- уривчастість струму обмотки якоря при малих моментах навантаження.